# Paulos Abraham
Paulos Johannes Abraham, född 16 juli 2002 i Solna, Sverige, är en svensk fotbollsspelare som spelar för Hammarby IF.

## Klubblagskarriär

### IF Brommapojkarna
Abraham började spela fotboll för moderklubben IF Brommapojkarna som sjuåring. I Brommapojkarna gick han hela vägen från knatteskolan, ungdomslag och juniorlag till debut i A-laget. Den 8 februari 2020 meddelande Brommapojkarna att man valt att flytta upp Abraham till A-laget och befordrat honom med ett kontrakt. Abraham gjorde sin debut i en 2–2-match mot GIF Sundsvall i Svenska cupen, där han gjorde 1–0-målet i den 13:e matchminuten.

### AIK
Den 17 mars 2020 värvades Abraham av AIK, där han skrev på ett kontrakt fram till 31 december 2023. Övergångssumman ska ha kostat AIK mellan 1 och 2 miljoner kronor. Abraham gjorde allsvensk debut den 14 juni 2020 i en 2–0-vinst över Örebro SK. Abraham gjorde sitt första mål för AIK den 25 juni 2020 när han gjorde lagets enda mål i en 4-1 förlust mot Malmö FF i Svenska cupen.  Det första allsvenska målet kom den 5 juli 2020 när Abraham räddade AIK från nederlag mot Falkenbergs FF när han satte kvitteringsmålet till 1-1 i den 91:a matchminuten på Friends Arena.

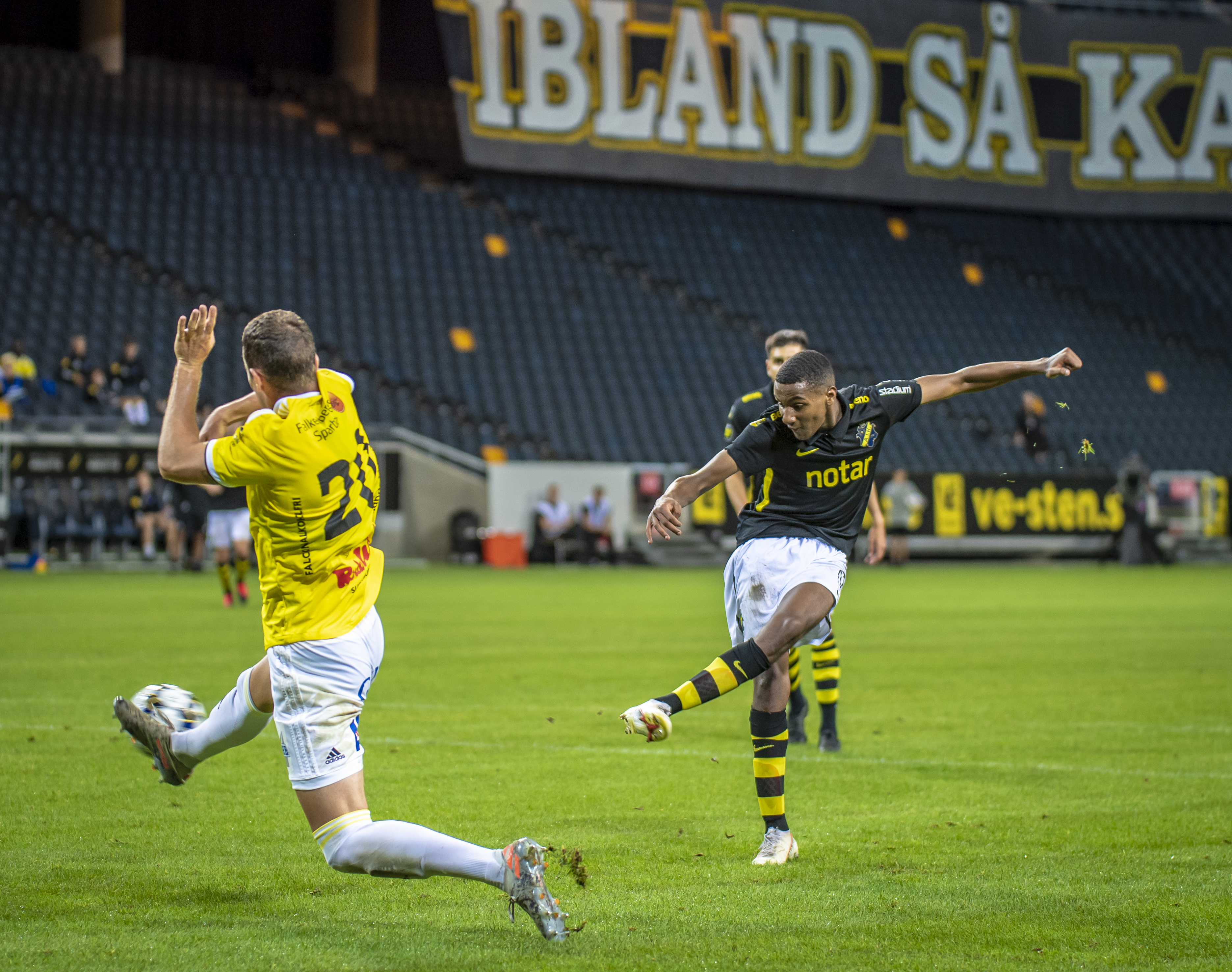
Paulos Abraham den 5 juli 2020.

Abraham gjorde sin sista match för AIK den 30 januari 2021 då laget förlorade med 2–0 i en träningsmatch mot Vasalunds IF.
Abraham spelade totalt 27 tävlingsmatcher för AIK där han noterades för fyra mål och fyra assist.

### FC Groningen
Abraham skrev den 1 februari 2021 på för den holländska klubben FC Groningen. Kontraktet gjorde honom knuten till klubben fram till sommaren 2026. Uppgifter fanns att den skotska storklubben Celtic hade lagt ett "tyngre bud", men att Abraham själv hade valt att neka det.
Transfern till Groningen inledes med en låneperiod som sträckte sig från och med den 1 februari 2021 till och med den 30 juni 2021 och därefter genomfördes den permanenta transfern den 1 juli 2021. Groningen ska ha betalat AIK omkring 10-20 miljoner kronor för Abrahams underskrivs.
Han gjorde sin debut för Groningen den 13 februari 2021 i en 1–0-vinst mot PEC Zwolle när han bytes in i den 78:e matchminuten mot Alessio Da Cruz. Abraham gjorde sitt första mål för klubben den 28 februari 2021 när han gjorde lagets enda mål i en 1–0-vinst mot Fortuna Sittard på Euroborg. I och med målet blev Abraham historisk i Eredivisie, som den yngste svenska spelaren någonsin att göra mål i den nederländska högstaligan. Noterbart var även att Abraham gjorde 2–0 men målet blev bortdömt då huvuddomaren VAR-granskade målet och dömde bort det för foul.

#### IFK Göteborg (lån)
Den 21 mars 2024 lånades Abraham ut till IFK Göteborg på ett ettårigt låneavtal.

### Hammarby IF
Den 9 januari 2025 blev Abraham klar för Hammarby IF. Han köptes loss från nederländska Groningen och skrev på ett kontrakt med Bajen över fyra år.

## Privat
Paulos Abraham har eritreanskt ursprung.

## Statistik

### Klubbstatistik
| Klubb                                               | Säsong            | Inhemsk liga      | Inhemsk liga | Inhemsk liga | Nat. täv. | Nat. täv. | Internat. täv. | Internat. täv. | Totalt | Totalt |
| Klubb                                               | Säsong            | Serie             | SM           | Mål          | SM        | Mål       | SM             | Mål            | SM     | Mål    |
| --------------------------------------------------- | ----------------- | ----------------- | ------------ | ------------ | --------- | --------- | -------------- | -------------- | ------ | ------ |
| Brommapojkarna                                      | 2019              | Superettan        | 0            | 0            | 0         | 0         | 4              | 2              | 4      | 2      |
| Brommapojkarna                                      | Totalt i klubblag | Totalt i klubblag | 0            | 0            | 0         | 0         | 4              | 2              | 4      | 2      |
| AIK                                                 | 2020              | Allsvenskan       | 26           | 3            | 0         | 0         | 1              | 1              | 27     | 4      |
| AIK                                                 | Totalt i klubblag | Totalt i klubblag | 26           | 3            | 0         | 0         | 1              | 1              | 27     | 4      |
| FC Groningen (lån)                                  | 2020              | Eredivisie        | 10           | 1            | 0         | 0         | 0              | 0              | 10     | 1      |
| FC Groningen (lån)                                  | Totalt i klubblag | Totalt i klubblag | 10           | 1            | 0         | 0         | 0              | 0              | 10     | 1      |
| Antal matcher och mål är korrekt per den 4 maj 2021 |                   |                   |              |              |           |           |                |                |        |        |

### Internationella U21-mål
| Mål | Datum           | Plats                      | Motståndare  | Mål | Resultat | Tävlingform      |
| --- | --------------- | -------------------------- | ------------ | --- | -------- | ---------------- |
| 1.  | 13 oktober 2020 | Arena Lublin, Lubin, Polen | Armenien U21 | 5–0 | 10–0     | U21 Herr EM-kval |
| 2.  | 13 oktober 2020 | Arena Lublin, Lubin, Polen | Armenien U21 | 9–0 | 10–0     | U21 Herr EM-kval |